# 朗斯代爾紅點鮭
朗斯代爾紅點鮭為輻鰭魚綱鮭形目鮭科的其中一種，為溫帶淡水魚，被IUCN列為極危保育類動物，分布於歐洲英格蘭霍絲沃特淡水流域，體長可達15公分，棲息在底中層水域，生活習性不明。